# Bennett-Nunatakker
Die Bennett-Nunatakker sind zwei 800 m auseinanderliegende Nunatakker im westantarktischen Marie-Byrd-Land. In den Horlick Mountains ragen sie 800 m westlich des Gebirgskamms Lackey Ridge in der Ohio Range auf.
Geodätisch vermessen wurden sie im Dezember 1958 von einer Mannschaft des United States Antarctic Research Program zur Untersuchung der Horlick Mountains. Das Advisory Committee on Antarctic Names benannte sie 1962 nach dem US-amerikanischen Geomagnetologen und Seismologen John B. Bennett, der 1960 auf der Byrd-Station tätig war.